# Kadeem Jack
Kadeem Jack (Queens, Nueva York, 27 de octubre de 1992) es un baloncestista estadounidense que pertenece a la plantilla del NorthPort Batang Pier de la PBA de Filipinas. Con 2,06 metros de estatura, juega en la posición de ala-pívot.

## Trayectoria deportiva

### Universidad
Jugó cuatro temporadas con los Scarlet Knights de la Universidad Rutgers, en las que promedió 9,4 puntos y 5,3 rebotes por partido. En sus dos últimas temporadas fue elegido en el mejor quinteto All-Metropolitan, que incluye a los mejores jugadores del área metropolitana de Nueva York.

### Profesional
Tras no ser elegido en el Draft de la NBA de 2015, el 7 de octubre firmó con los Indiana Pacers, pero fue despedido el día 24 tras disputar un único partido de pretemporada. Cinco días más tarde fue adquirido por los Fort Wayne Mad Ants como jugador afiliado de los Pacers. El 4 de enero de 2016 fue traspasado a los Reno Bighorns a cambio de los derechos sobre Christian Watford. Allí acabó la temporada promediando 10,5 puntos y 4,8 rebotes en poco más de 14 minutos por partido.
El 3 de agosto de 2016 fichó por el equipo japonés del Hitachi SunRockers, con los que únicamente disputó cuatro partidos en los que promedió 12,0 puntos y 6,7 rebotes por partido. El 31 de octubre fue readquirido por los Reno Bighorns.
El 22 de agosto de 2021, firma por los Cangrejeros de Santurce de la Baloncesto Superior Nacional.
A finales de octubre de 2021, firma por los Capitanes de Ciudad de México de la NBA G League, pero fue cortado sin llegar a debutar.
El 18 de septiembre de 2023 firmó con el KK Pieno žvaigždės de la LKL lituana.
En noviembre de 2024 fue contratado por el NorthPort Batang Pier de la PBA de Filipinas, proveniente de Emiratos Árabes Unidos.